# ساوت فولتون (جورجیا)
ساوت فولتون (به انگلیسی: South Fulton) یک شهر در ایالات متحده آمریکا است که در جورجیا واقع شده‌است.